# Bruksvallsloppet
Bruksvallsloppet körs en fredag–söndag i Bruksvallarna i Sverige i november, och är en uttagningstävling till världscupen i längdskidåkning. Tävlingarna är internationella. Vissa säsonger är Bruksvallsloppet genrep inför världscupen, andra en tävling under ett uppehåll. Detta beror på om världscupen startar i slutet av oktober eller i mitten/slutet av november.
I Sverige brukar det räknas som vinterns första större tävling.

### Fotnoter
1. ↑  ”Premiärdags i Bruksvallarna”. Svenska Skidförbundet. 1 november 2009. Arkiverad från originalet den 7 juli 2015. https://web.archive.org/web/20150707233028/http://old.skidor.com/sv/Varagrenar/Langdakning/Nyheter/Egnanyheter/PremiardagsiBruksvallarna/. Läst 26 januari 2015.
2. ↑  ”Högbo GIF fick bra start på säsongen”. Arbetarbladet. 16 november 2008. Arkiverad från originalet den 25 december 2014. https://web.archive.org/web/20141225211528/http://affarer.cc/start/1.237135-hogbo-gif-fick-bra-start-pa-sasongen. Läst 16 oktober 2011.